# Hiéroglyphe égyptien O34
Pour les articles homonymes, voir Verrou (homonymie).

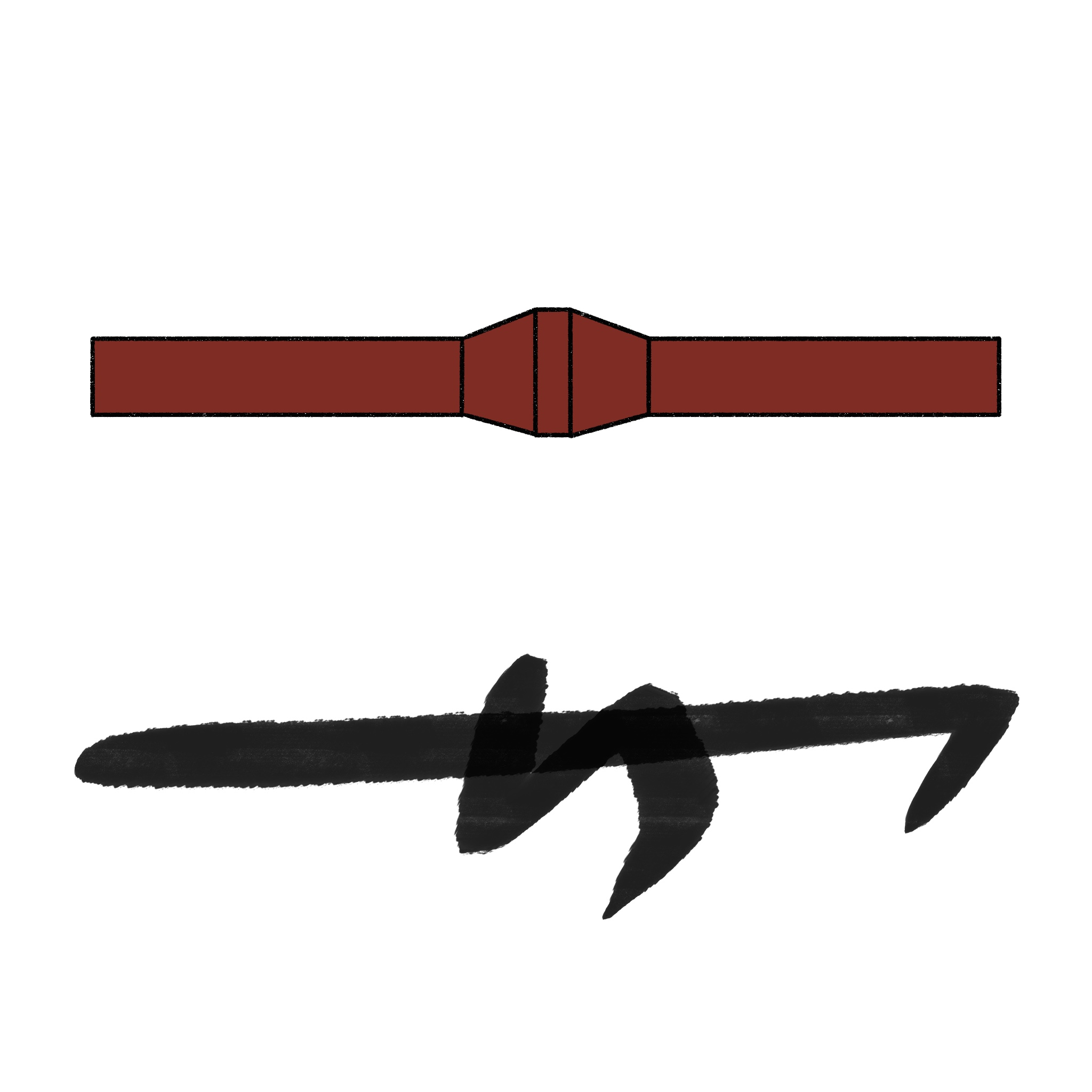
Version hiératique et hiéroglyphique

Le verrou, en hiéroglyphes égyptiens, est classifié dans la section O « Bâtiments, parties de bâtiments etc. » de la liste de Gardiner ; il y est noté O34.

## Représentation
Il représente un verrou, généralement fabriqué en bois qui était employé pour les meubles. Ce dispositif était inséré à travers trois anneaux fixés à l'extérieur des battant. Les éléments centraux étaient conçus pour bloquer le mécanisme dans les anneaux de manière à suffisamment coulisser pour libérer un anneau et donc déverrouiller la porte tout en restant coincés entre les deux anneaux restant. Il est translittéré s (z sous l'Ancien Empire) ou sw.

## Utilisation
| O34 · Z1 | M3 |

| O34 · Z1 | M3 |

d'où découle sa fonction en tant que phonogramme unilitère de valeur s < z (voir plus haut « Représentation »).
| M23 | G43 |

| M23 | G43 |

(lui-même), il ».
| R22 |

| R22 |

| x · z | m | O49 |

| x · z | m | O49 |

| x · z | m | O49 |

| x · z | m | O49 |

| x · z | m | pr |

| x · z | m | pr |

| S24 |

| S24 |

## Exemples de mots
| z · k | p | A24 |

| z · k | p | A24 |

| H | W14 | z · t | A2 |

| H | W14 | z · t | A2 |

|                |    |   |   |
| \| \| \| \| \| |    |   |   |
|                |    |   |   |
| N5             | ms | s | z |

| N5 | ms | s | z |

|                |    |   |   |
| \| \| \| \| \| |    |   |   |
|                |    |   |   |
| N5             | ms | s | z |

| N5 | ms | s | z |

|                |    |   |   |
| \| \| \| \| \| |    |   |   |
|                |    |   |   |
| N5             | ms | s | z |

| N5 | ms | s | z |

|                |    |   |   |
| \| \| \| \| \| |    |   |   |
|                |    |   |   |
| N5             | ms | s | z |

| N5 | ms | s | z |